# Ķ (латиниця)
Ķ — буква розширеної латиниці, утворена від K.
Це 17 буква латиського алфавіту, де позначає звук c.
Також - це 18 буква алфавіту латгальської мови.

## Кодування
| Графема | HTML  | Юнікод |
| ------- | ----- | ------ |
| Ķ       | &#310 | U+0136 |
| ķ       | &#311 | U+0137 |